# Dávid Verrasztó
Dávid Verrasztó (* 22. August 1988 in Budapest) ist ein ungarischer Rücken- und Lagenschwimmer. Er ist (Stand: Mai 2016) fünffacher Europameister über die 400-m-Lagenstrecke.
Seinen ersten Europameistertitel errang Verrasztó 2010 bei den Kurzbahneuropameisterschaften 2010 in Eindhoven in 4:03,06 min vor dem Deutschen Yannick Lebherz (4:05,08 min). Das zweite Gold folgte drei Jahre später im dänischen Herning in 4:03,48 min zwei Hundertstelsekunden vor dem Israeli Gal Nevo (4:03,50 min). Den gleichen Erfolg gab es im Jahr darauf auch auf der Langbahn: In Berlin ergab die Zeitmessung für ihn 4:11,89 min, deutlich vor dem für England startenden Roberto Pavoni (4:13,75 min) und dem Italiener Federico Turrini.
Bei den Kurzbahneuropameisterschaften 2011 in Stettin hätte er sich trotz einer Silbermedaille auf seiner Spezialstrecke hinter seinem Landsmann László Cseh und vor Gal Nevo fast die Olympiateilnahme in London 2012 verscherzt. Unter Alkoholeinfluss und unter Beteiligung seines ungarischen Kollegen Gergely Gyurta versetzte er einem Offiziellen einen Faustschlag und wurde vom ungarischen Schwimmverband zunächst für zwei Jahre und neun Monate gesperrt. Später wurde ihm die Olympiateilnahme jedoch ermöglicht.
Die Olympischen Spiele in London 2012 endeten für ihn mit einer Enttäuschung: 4:18,31 min bedeuteten Platz sechs und das Ausscheiden im dritten Vorlauf.
Dávid Verrasztó ist der Sohn von Ungarns Schwimmlegende Zoltán Verrasztó. Seine ein Jahr jüngere Schwester Evelyn brachte es auf vier Olympiateilnahmen.